# Hochhaus Glückauf

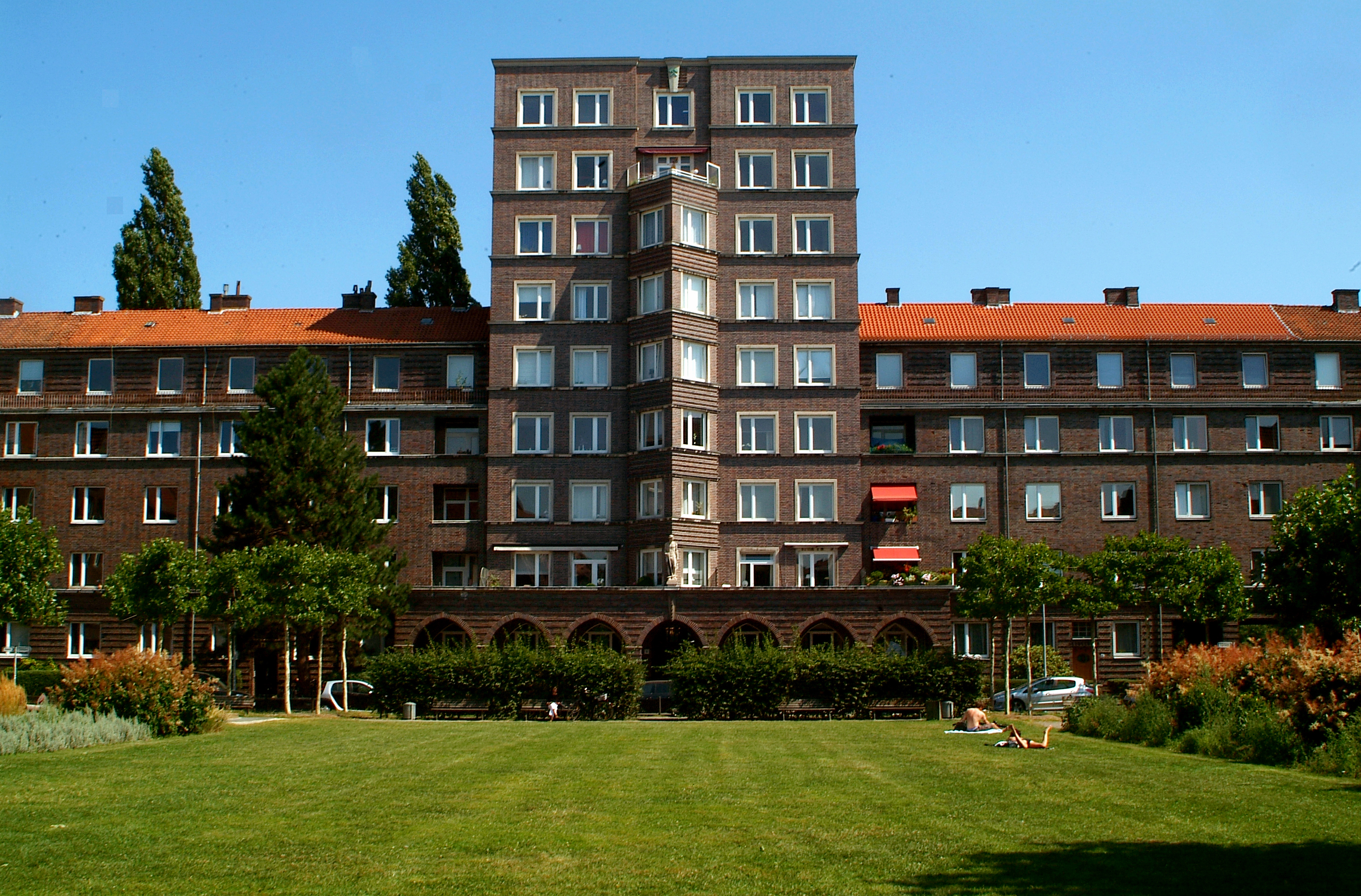
Das Hochhaus Glückauf bildete 1930 einen der Schwerpunkte der Erweiterung der Südstadt in Hannover.

Das Hochhaus Glückauf in Hannover wurde 1930 fertiggestellt und bildete städtebaulich einen Höhepunkt während der Erweiterung des Wohnungsbaus im Süden der Stadt. Standort des denkmalgeschützten Hochhauses ist der Geibelplatz 5 im Stadtteil Südstadt.

## Vorgeschichte

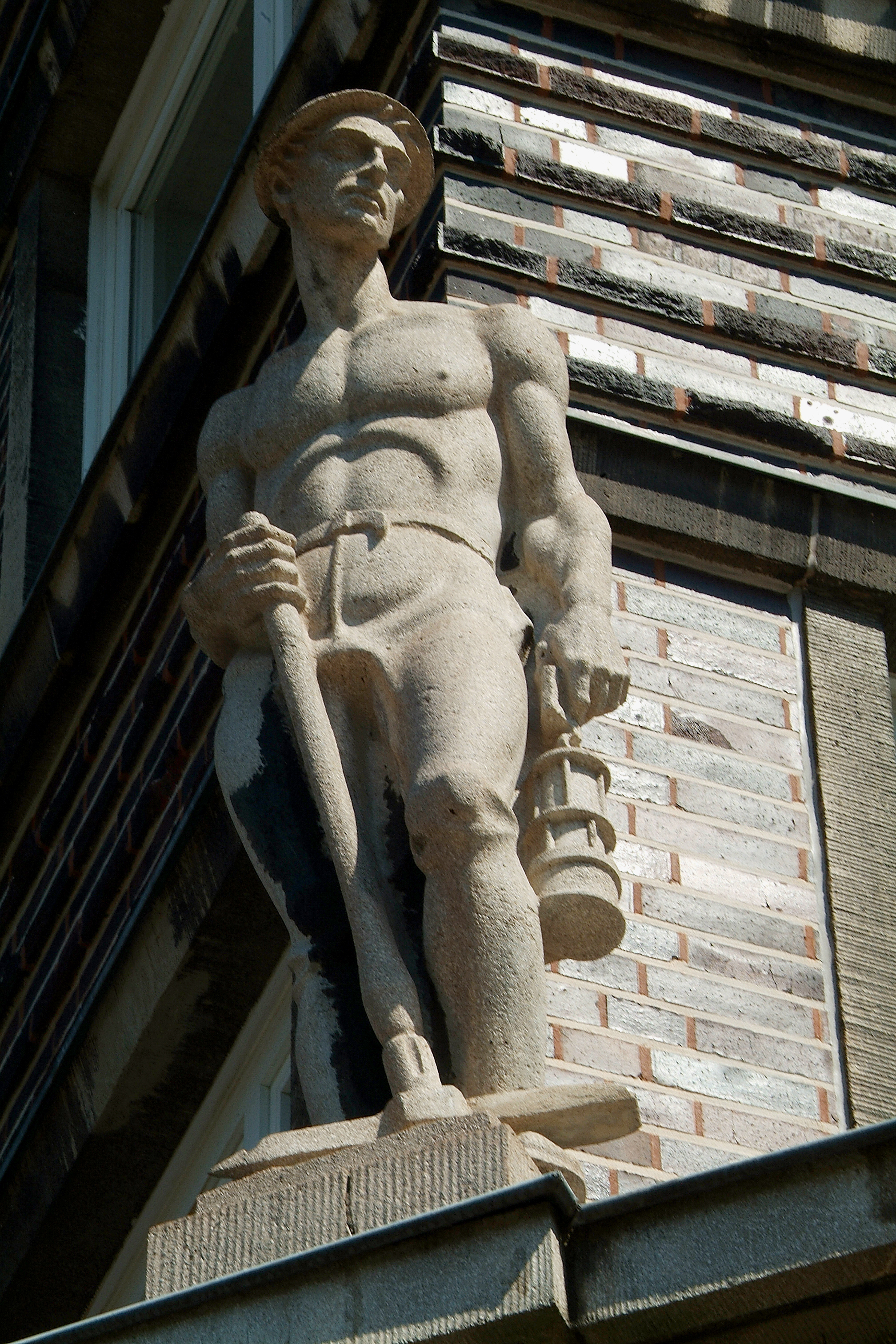
Lebensgroße Skulptur eines Bergmanns am dreieckigen Erker über den Arkaden

Dem Bau des Hochhauses Glückauf ging 1889 ein Wettbewerb für die Bebauungsplanung der Südstadt voraus, durch den der Geibelplatz als zukünftige Platzfigur und östlicher Abschluss der Geibelstraße bestimmt wurde. So entstand bereits in den 1890er Jahren ein Bebauungsplan mit einem Straßenraster für die Südstadt für die Bereiche Geibelstraße und Geibelplatz, Tiestestraße und Karl-Peters-Platz (1916 angelegt, seit 1991 umbenannt in Bertha-von-Suttner-Platz) sowie die Stresemannstraße.
Dennoch herrschte in Hannover – wie in anderen Großstädten auch – noch nach dem Ersten Weltkrieg und zu Beginn der 1920er Jahre eine erhebliche Wohnungsnot. Zu der Zeit war der Bereich nördlich des Karl-Peters-Platzes wohl durch vereinzelte Gartenkosaken, jedoch noch nicht mit „modernem“ (Miet-)Wohnraum bebaut.
Der dringend notwendige Wohnungsbau hielt sich zunächst trotzdem in Grenzen, da – nicht zuletzt während der Deutschen Hyperinflation – insgesamt Finanzierungsschwierigkeiten bestanden. So wurden zwischen 1920 und 1925 im gesamten Gebiet der Stadt Hannover jährlich nur etwa 500 bis 1.000 neue Wohnungen gebaut. Erst mit anderen Finanzierungsmöglichkeiten ab 1926, etwa durch Mittelbeschaffung auf dem freien Geldmarkt, konnte der Wohnungs-Neubau erheblich gesteigert werden. Er erfolgte seitdem ausschließlich entweder durch private Bauherren oder Genossenschaften.
So stieg die Erstellung von Wohnraum in den Jahren ab 1926 auf bis zu rund 3.500 Einheiten an. Erleichternd wirkte sich aus, dass die Stadt Hannover in mehreren Stadtteilen großen, zusammenhängenden Grundbesitz besaß, wodurch die städtische Bauverwaltung die geeigneten Bebauungspläne relativ zügig aufstellen konnte.
Speziell in der Südstadt entstand ab Mitte der 1920er Jahre unter der Leitung des Stadtbaurates Karl Elkart ein Bebauungsplan, der auf dem Straßenraster der 1890er Jahre aufbaute, nun jedoch das größere Gebiet zwischen Karl-Peters-Platz, der Eisenbahnlinie, der Eilenriede und der Hildesheimer Straße umfasste.
Und so entstand an dem schon 1919 angelegten, nahezu quadratischen Geibelplatz als östlicher Abschluss der geradlinigen Geibelstraße 1930 das Hochhaus Glückauf durch einen privaten Bauherrn.

## Baubeschreibung

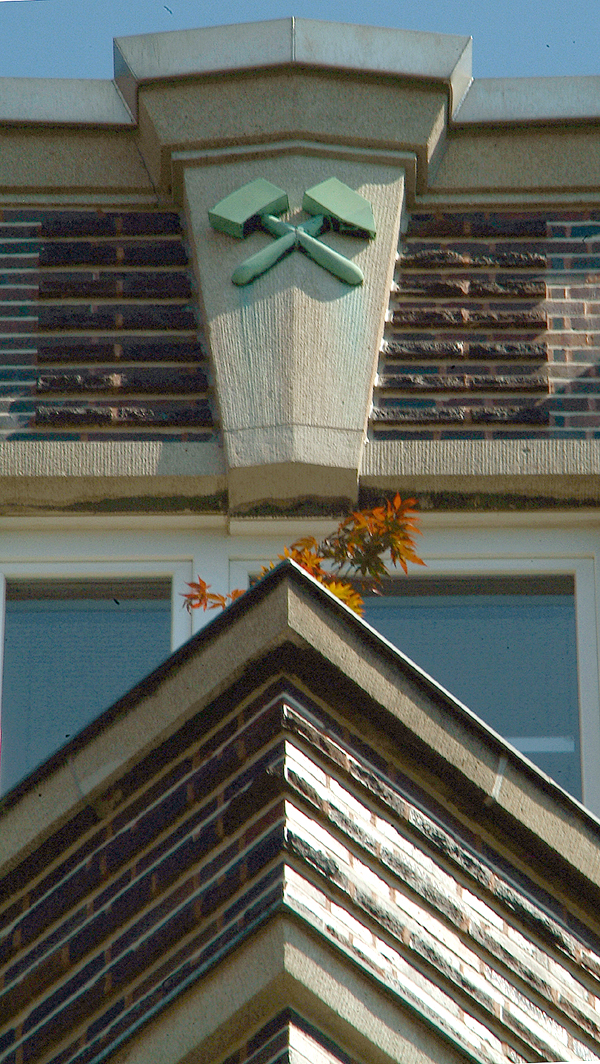
Der monumentale Schlussstein mit dem Bergbau-Symbol Schlägel und Eisen

1930, im ersten Jahr der Weltwirtschaftskrise, wurde das Hochhaus Glückauf von dem Architekten A. Wilhelm Ziegeler für den Kohlenhändler C. Lichtenberg beziehungsweise den „Bergmannsverein Glückauf“ errichtet. Ausführende Baufirma war die Friedrich Mehmel AG.
Der neungeschossige Klinkerbau setzt am Geibelplatz mit seiner überwiegend viergeschossigen Bauweise einen besonderen Akzent. Die Fassade mit ihren fünf Achsen betont mit einem mittigen, sechsgeschossigen Erker in Dreiecksform und einer vorgelagerten Spitzbogen-Arkade besonders die Symmetrie des Gebäudes.
Das Gebäude war ursprünglich mit 12-flächigen Sprossenfenstern versehen; durch den Einbau von neuen, asymmetrisch geteilten zweiflächigen Fenstern wurde „die wichtige Detailgliederung empfindlich gestört“.
Die Mittelachse des Hochhauses wird zum einen durch eine lebensgroße Skulptur eines Bergmannes betont sowie durch einen „monumentalen Schlußstein“ mit dem Bergbau-Symbol Schlägel und Eisen. Vor der Stufe zum Eingang unterhalb des Arkadenganges ist in Mosaikpflaster das Wort „Glückauf“ ausgelegt, während eine der beiden Inschriften-Tafeln aus Terrakotta die Wörter Glück auf als Rund-Abschluss eines Kranzes aus Eichenblättern aufzeigt.

## Literatur

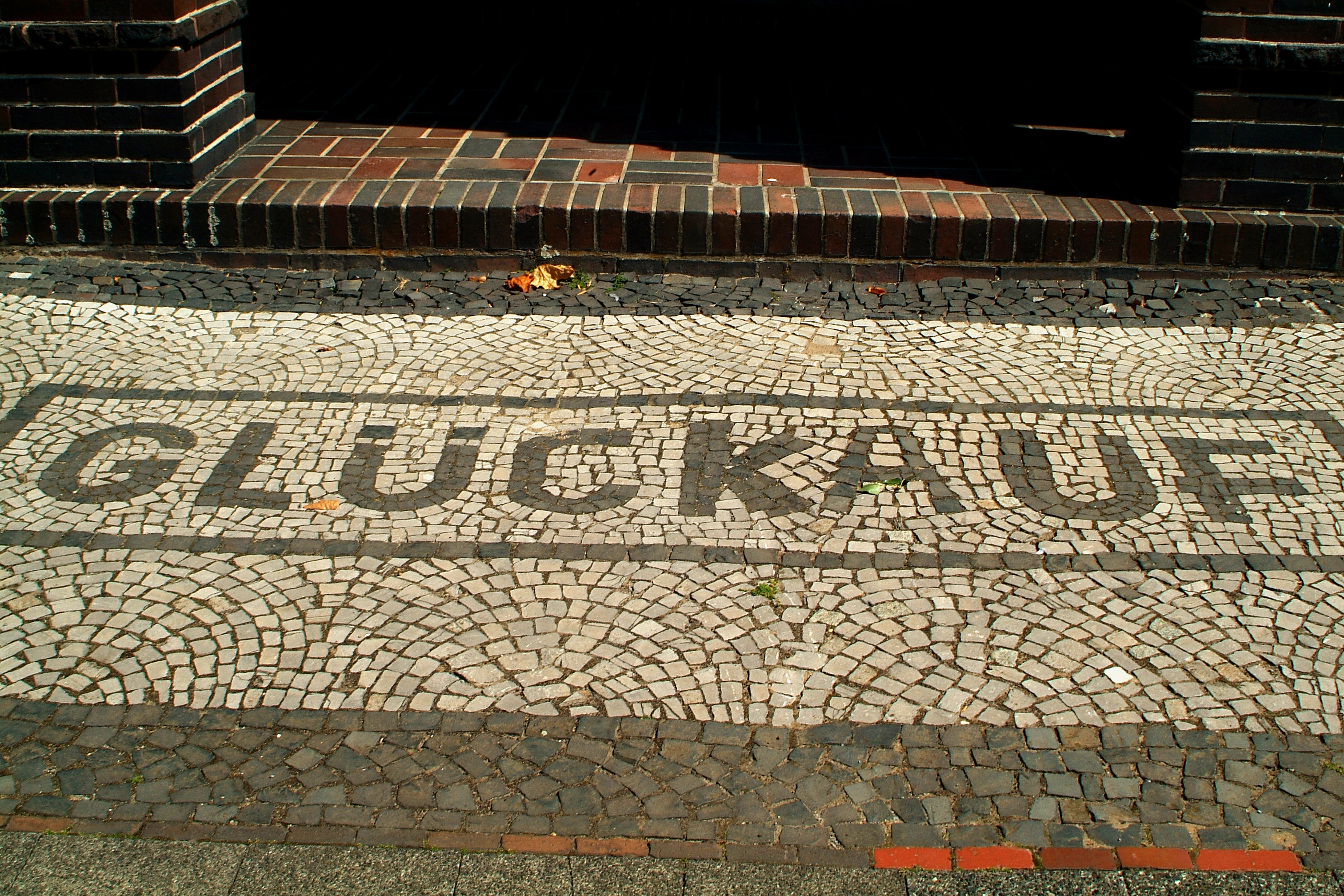
Inschrift „Glückauf“ im Pflastersteinbelag